# Saint-Hilaire-des-Loges
Saint-Hilaire-des-Loges és un municipi francès situat al departament de Vendée i a la regió de País del Loira. L'any 2007 tenia 1.866 habitants.

## Demografia

### Població
El 2007 la població de fet de Saint-Hilaire-des-Loges era de 1.866 persones. Hi havia 721 famílies de les quals 180 eren unipersonals (78 homes vivint sols i 102 dones vivint soles), 239 parelles sense fills, 239 parelles amb fills i 63 famílies monoparentals amb fills.
La població ha evolucionat segons el següent gràfic:
Habitants censats

### Habitatges
El 2007 hi havia 842 habitatges, 729 eren l'habitatge principal de la família, 46 eren segones residències i 67 estaven desocupats. 817 eren cases i 24 eren apartaments. Dels 729 habitatges principals, 525 estaven ocupats pels seus propietaris, 189 estaven llogats i ocupats pels llogaters i 16 estaven cedits a títol gratuït; 3 tenien una cambra, 25 en tenien dues, 113 en tenien tres, 205 en tenien quatre i 384 en tenien cinc o més. 455 habitatges disposaven pel capbaix d'una plaça de pàrquing. A 330 habitatges hi havia un automòbil i a 353 n'hi havia dos o més.

### Piràmide de població
La piràmide de població per edats i sexe el 2009 era:
| Homes | Edats   | Dones |
| ----- | ------- | ----- |
| 0     | 95 o +  | 4     |
| 0     | 90 a 94 | 8     |
| 28    | 85 a 89 | 28    |
| 24    | 80 a 84 | 32    |
| 40    | 75 a 79 | 52    |
| 48    | 70 a 74 | 52    |
| 60    | 65 a 69 | 48    |
| 52    | 60 a 64 | 52    |
| 16    | 55 a 59 | 28    |
| 56    | 50 a 54 | 52    |
| 68    | 45 a 49 | 84    |
| 76    | 40 a 44 | 56    |
| 68    | 35 a 39 | 44    |
| 56    | 30 a 34 | 84    |
| 52    | 25 a 29 | 28    |
| 37    | 20 a 24 | 36    |
| 92    | 15 a 19 | 52    |
| 56    | 10 a 14 | 52    |
| 76    | 5 a 9   | 40    |
| 56    | 0 a 4   | 44    |

## Economia
El 2007 la població en edat de treballar era de 1.079 persones, 821 eren actives i 258 eren inactives. De les 821 persones actives 738 estaven ocupades (393 homes i 345 dones) i 83 estaven aturades (32 homes i 51 dones). De les 258 persones inactives 119 estaven jubilades, 72 estaven estudiant i 67 estaven classificades com a «altres inactius».

### Ingressos
El 2009 a Saint-Hilaire-des-Loges hi havia 733 unitats fiscals que integraven 1.803 persones, la mediana anual d'ingressos fiscals per persona era de 15.733 €.

### Activitats econòmiques
Dels 68 establiments que hi havia el 2007, 1 era d'una empresa alimentària, 6 d'empreses de fabricació d'altres productes industrials, 17 d'empreses de construcció, 12 d'empreses de comerç i reparació d'automòbils, 1 d'una empresa de transport, 2 d'empreses d'hostatgeria i restauració, 5 d'empreses financeres, 2 d'empreses immobiliàries, 10 d'empreses de serveis, 10 d'entitats de l'administració pública i 2 d'empreses classificades com a «altres activitats de serveis».
Dels 25 establiments de servei als particulars que hi havia el 2009, 1 era una oficina d'administració d'Hisenda pública, 1 gendarmeria, 3 oficines bancàries, 1 taller de reparació d'automòbils i de material agrícola, 5 paletes, 1 guixaire pintor, 5 fusteries, 2 lampisteries, 3 electricistes, 2 perruqueries i 1 restaurant.
Dels 5 establiments comercials que hi havia el 2009, 1 era un supermercat, 1 una fleca, 1 una carnisseria, 1 una llibreria i 1 una floristeria.
L'any 2000 a Saint-Hilaire-des-Loges hi havia 50 explotacions agrícoles que ocupaven un total de 3.042 hectàrees.

## Equipaments sanitaris i escolars
El 2009 hi havia 1 centre de salut, 1 farmàcia i 1 ambulància.
El 2009 hi havia 2 escoles elementals. Saint-Hilaire-des-Loges disposava d'un col·legi d'educació secundària amb 246 alumnes.

## Poblacions més properes
El següent diagrama mostra les poblacions més properes.